# Campatonema lineata
Campatonema lineata là một loài bướm đêm thuộc họ Geometridae. Nó được tìm thấy ở các tỉnh Alajuela, Cartago, Guanacaste, và Puntarenas thuộc Costa Rica, tại độ cao từ 700 đến 1500 mét.
Chiều dài cánh trước là 14–15 mm. Con trưởng thành bay quanh năm.